# Брар, Каран
Кара́н Брар (англ. Karan Brar; 18 января 1999, Редмонд, Вашингтон, США) — американский актёр. Наиболее известен по роли в телесериале «Джесси», а также в фильме «Дневник слабака» и его следующих частях.

## Биография и карьера
Каран Брар родился 18 января 1999 года в Редмонде, штат Вашингтон, в индийской семье. Рос в Ботелле, Вашингтон, у него есть старшая сестра по имени Сабрина. Во время учёбы в школе он посещал актёрские курсы. Актёрскую карьеру начал с 11 лет, сыграв одну из главных ролей в фильме «Дневник слабака». Каран был воспитан в Соединённых Штатах, поэтому обладает американским произношением. Ему пришлось позаниматься с тренером диалекта, совершенствуя свой индийский акцент для этой роли. Большую известность ему принесла роль Рави Росса в комедийном телесериале канала Disney «Джесси». В феврале 2015 года стало известно, что он снимается в спин-оффе этого сериала под названием «Летний лагерь».

## Избранная фильмография
| Год       |   | Русское название                   | Оригинальное название               | Роль        |
| --------- | - | ---------------------------------- | ----------------------------------- | ----------- |
| 2011—2015 | с | Джесси                             | Jessie                              | Рави Росс   |
| 2010      | ф | Дневник слабака                    | Diary of a Wimpy Kid                | Шираг       |
| 2011      | ф | Дневник слабака 2: Правила Родрика | Diary of a Wimpy Kid: Rodrick Rules | Шираг       |
| 2012      | ф | Дневник слабака 3                  | Diary of a Wimpy Kid: Dog Days      | Шираг       |
| 2015—2019 | с | Летний лагерь                      | Bunk'd                              | Рави Росс   |
| 2018      | ф | Тихоокеанский рубеж 2              | Pacific Rim: Uprising               | Суреш       |
| 2020      | ф | Старгёрл                           | Stargirl                            | Кевин Сингх |

## Награды
Брар получил три премии «Молодой актёр». В 2011 году за роль в фильме «Дневник слабака», в 2012 году за роль в телесериале «Джесси» и в 2013 году за роль в фильме «Дневник слабака 3».